# II. Mieszko lengyel fejedelem
II. Mieszko, más néven Mieszko Lambert (lengyelül: Mieszko II Lambert), (990 – 1034. május 10.) – lengyel király 1025-1031, lengyel fejedelem 1032-1034 a Piast dinasztiából, Vitéz Boleszláv második fia.

## Életrajza

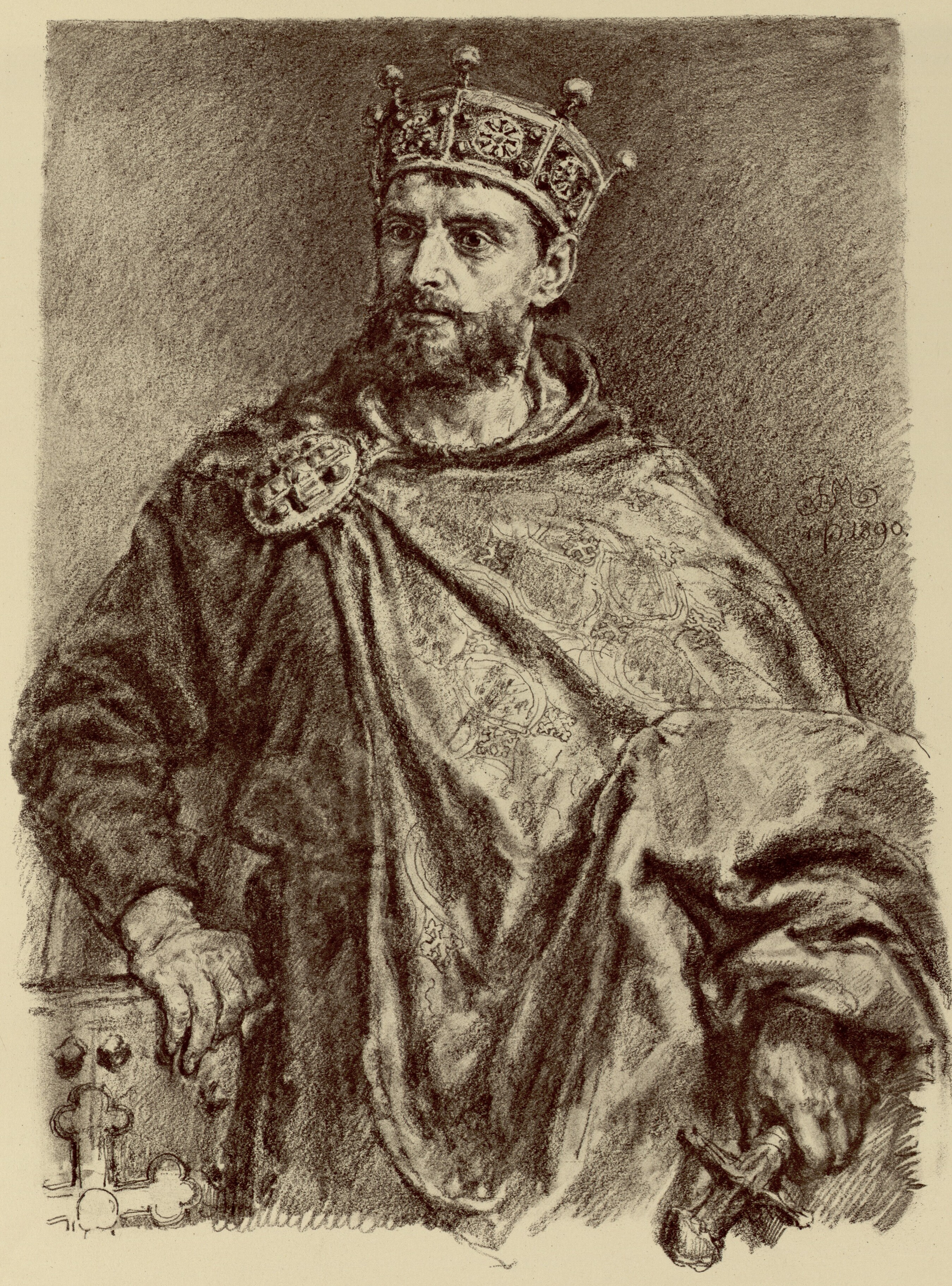
II. Mieszko Lambert

Eleinte sikeresen folytatta apja politikáját. 1030-ban megtámadta Szászországot és felégette Hamburgot, megelőzve ezzel II. Konrád német-római császárt, aki hasonló hadműveletet tervezett. A szász krónikások ezt írták: Mieszko hadainak átvonulása után a fű nem akart nőni.
A szászországi rajtaütés után II. Mieszkot megverték Lausitznál 1031 őszén. Ezzel egyidejűleg a csehek rajtaütöttek Morvaországon, és Ulrik fia, I. Břetiszláv megszerezte az uralmat Morvaország felett. Valószínűleg ekkor II. Mieszko szövetségese, I. István magyar király békét kötött a németekkel. Egyúttal Bezprym testvérével, Ottóval megegyezve II. Konrád császárral és Bölcs Jaroszláv orosz fejedelemmel támadást szervezett Lengyelország ellen keletről az orosz hadsereg élén. Rajtaütésük teljes sikerrel járt, II. Mieszko Csehországba menekült, ahol Ulrik elfogatta és megcsonkíttatta (kasztráltatta). Mieszko Vitéz Boleszláv minden hódítását elveszítette – a Cservieni városokat a Kijevi Rusz, Lausitzot és Milskót Németország szakította el. A trónt Vitéz Boleszláv elsőszülött fia, Bezprym akarta megszerezni, akit először egyházi pályára szántak. Mieszko Csehországba ment. Rövidesen azonban Bezprym meghalt zavargások következtében és így Mieszko visszatérhetett az országba és visszajuthatott a hatalomba, azonban a császárnak be kellett hódolnia, és le kellett mondania a király címről. Egyúttal testvérének, Ottonnak és unokaöccsének, Dytryknek önálló országrészt kellett adnia. Csak Otton halála és Dytryk eltávolítása után szerezte meg a teljes hatalmat.
A király élete végére megháborodott, halála után pedig Lengyelország gazdasági válságba és politikai káoszba süllyedt.
Mieszko korában kiemelkedően művelt uralkodó volt. Tudott írni és olvasni, ismerte a latin és görög nyelvet, érdekelte az irodalom és a liturgia. Ennek ellenére rossz emléket hagyott hátra, mint szeszélyes és kegyetlen fejedelem. Teljességgel német származású felesége hatása alatt állt.

## Családja

### Ősei
| 4. I. Mieszko †992. május 25. |  |                                      |  |  |                                         |
|                               |  | 2. Vitéz Boleszláv †1025. június 17. |  |  |                                         |
| 5. Cseh Dobrawa †977          |  |                                      |  |  |                                         |
|                               |  |                                      |  |  | 1. II. Mieszko Lambert †1034. május 10. |
| 6. Dobromir Słowiański        |  |                                      |  |  |                                         |
|                               |  | 3. Emnilda Słowiańska †1017          |  |  |                                         |
| 7. ismeretlen                 |  |                                      |  |  |                                         |
|                               |  |                                      |  |  |                                         |

### Felesége
1013-ban kötött házasságot Merseburgban Lotaringiai Rychenzával  (sz. 989. – †1063. III. 21.) – Ezzo, Lotaringia grófjának (994-1034)  lányával, 1047 után benedek rendi apáca volt Brauweilerban.

### Gyermekei
- Megújító Kázmér, akit hibásan Szerzetesnek hívnak, (sz. 1016. VII. 25. – †1058. XI. 28.) – Lengyelország hercege (1038-1058)
- Richeza lengyel hercegnő(?) (†1052 után) – I. Béla, magyar király (1060-1063) felesége
- Gertruda (sz. 1025 körül – †1108. I. 4.]) – Izjaszlav felesége, aki Turov fejedelme, Novgorod fejedelme (1052-1054), a Kijevi Rusz nagyhercege (1054-1068, 1069-1073, 1077-1078)